# Episodi di Sym-Bionic Titan
La prima stagione della serie animata Sym-Bionic Titan, composta da 20 episodi, è stata trasmessa negli Stati Uniti, da Cartoon Network, dal 17 settembre 2010 al 9 aprile 2011.
In Italia è stata trasmessa dal 6 giugno 2011 su Cartoon Network.
| nº | Titolo originale          | Titolo italiano               | Prima TV USA | Prima TV Italia |
| -- | ------------------------- | ----------------------------- | ------------ | --------------- |
| 1  | Escape to Sherman High    | In fuga da Galaluna           |              |                 |
| 2  | Neighbors in Disguise     | Un quartiere tranquillo       |              |                 |
| 3  | Elephant Logic            | Lavoro di squadra             |              |                 |
| 4  | The Phantom Ninja         | Il ninja fantasma             |              |                 |
| 5  | Roar of the White Dragon  | Il ruggito del Drago Bianco   |              |                 |
| 6  | Shaman of Fear            | Il peggior incubo             |              |                 |
| 7  | Showdown at Sherman High  | Diventare una cheerleader     |              |                 |
| 8  | Shadows of Youth          | Il passato di Lance           |              |                 |
| 9  | Tashy 497                 | Tashi 497                     |              |                 |
| 10 | Lessons in Love           | Newton e la cheerleader       |              |                 |
| 11 | The Fortress of Deception | La strategia dell'inganno     |              |                 |
| 12 | The Ballad of Scary Mary  | La ballata di Mary la racchia |              |                 |
| 13 | The Demon Within          | Il mostro della palude        |              |                 |
| 14 | I Am Octus                | Io sono Octus                 |              |                 |
| 15 | Disenfranchised           | La band                       |              |                 |
| 16 | Escape from Galaluna      | Fuga da Galaluna              |              |                 |
| 17 | Under the Three Moons     | Sotto le tre Lune             |              |                 |
| 18 | A Family Crisis           | Disgrazia in famiglia         |              |                 |
| 19 | The Steel Foe             | Nemico d'acciaio              |              |                 |
| 20 | A New Beginning           | Un nuovo inizio               |              |                 |